# ユーステラ
U-Stella株式会社（ユーステラ、英: U-Stella Inc.）は、東京都目黒区に拠点を置くデジタルコンテンツ制作会社。
バイノーラル音声作品の配信やVtuberプロデュース、VRSNS向け3Dアバター、Vtuber向けLive2Dモデルの開発・販売を主な業務とする。

## 概要
2019年に創業。仮想現実に関する事業を展開している。主なコンテンツに『CeVIO AIフィーちゃん』、『Voidol ユーレイちゃん』、『ユーレイちゃんは添い寝がしたい！』シリーズ、『CCD-0500[FEE]』などがある。
イメージキャラクターはユーレイちゃん（雛菊ルミ）であり、ユーステラの主要となるキャラクターコンテンツ事業のひとつとなっている。
また、バーチャルYouTuberの神崎零の参画にも携わっている。
2020年11月、複数の個人投資家を引受先とした第三者割当増資を実施。これにより財務基盤の強化を図るとともに、 ユーレイちゃんプロジェクトの成長促進を行う方針とした。
2021年1月、代表取締役の後藤アロハが保有する株式の内66.7%をユーステラグループホールディングス合同会社に譲渡し、同社の連結子会社へ移行した。また、同時期にクロノクト株式会社もユーステラグループホールディングス合同会社の子会社となっている。
2022年6月、商号を株式会社U-Stellaから'U-Stella株式会社へ変更した。

## 沿革
- 2019年
  - 3月15日 - 東京都目黒区駒場2丁目11番2号に合同会社U-Stella設立[6]。
  - 7月17日 - 自社開発の初コンテンツ『Break BrockVR』をリリース。
  - 10月31日　自社開発の初音声作品『ユーレイちゃんは添い寝がしたい！〜前編〜』をリリース
- 2020年
  - 2月23日 - 自社ECサイトU-Stella SHOPを開業[7]。
  - 3月15日 - バーチャルプロダクション事務所「U2V(er)」を設立[8]。
  - 8月11日　アクイ出版を創設及びISBN登録。出版社登録番号：60000365[9]
  - 8月31日 - 商号を株式会社U-Stellaに変更[10]。
  - 11月10日 - 複数の個人投資家を引受先とした第三者割当増資を実施[11]。
  - 11月10日　汎用世話型アンドロイド「カリカチュア」を開発する『Atomostudio』社を公表
- 2021年
  - 3月28日　自社開発の初3Dモデル/Live2Dモデル『CCD-0500[FEE]』をリリース
  - 5月21日　クリムゾンテクノロジー株式会社様より『Voidolユーレイちゃん』をリリース[12]。
  - 6月12日　幼児向けコンテンツを展開する新ブランド『LiLiLY』を公表
  - 9月20日　医療事業を展開する新ブランド『iLIAS』を公表
  - 11月26日　株式会社テクノスピーチ・CeVIOと共同で『CeVIO AIフィーちゃん』をリリース。[13]
- 2022年
  - 1月12日　代表取締役 後藤アロハが保有する株式の内66.7%をユーステラグループホールディングス合同会社へ譲渡し、同社の連結子会社となる。
  - 5月7日　代表取締役 後藤アロハが結婚により原田アロハへ登記変更する。
  - 6月1日　商号を株式会社U-StellaからU-Stella株式会社へ変更した。

## 製品

### 音声作品
- ユーレイちゃんは添い寝がしたい!添い寝大好きお姉さん系幽霊が曰く付き物件の先客だった件〜後編〜（2019年11月15日）[14]
- ユーレイちゃんは添い寝がしたい!添い寝大好きお姉さん系幽霊が曰く付き物件の先客だった件〜前編〜 (2019年10月31日)[15]
- [Ver1.1]ユーレイちゃんは添い寝がしたい!添い寝大好きお姉さん系幽霊が曰く付き物件の先客だった件（2020年6月10日）[16]
- ユーレイちゃんは添い寝がしたい!2!添い寝大好きユーレイちゃんには曰く付きの妹さんがいらっしゃるそうです
- アンドロイドは旦那さまと甘々な夢をみるか? あなたと過ごすワケアリ少女の一夜
- ユーレイちゃんEX VOICE[商業利用可能・ワンフレーズボイス集]（2020年9月7日）[17]

### 3Dモデル
- CCD-0500[FEE]
- ノイ（NOI)【PROJECT SOLCIEL】
- レノン（LENON)【PROJECT SOLCIEL】
- レノン（LENON)【PROJECT SOLCIEL】
- SD mascot FEE

### LIVE2D
- CCD-0001[UNI]
- CCD-0017[SINA]
- CCD-0500[FEE]
- レノン（LENON)【PROJECT SOLCIEL】

### ゲーム
- BREAK BROCK VR (2019年7月17日)[18]

### 合成音声
- Voidolユーレイちゃん[19]
- Voidolフィーちゃん
- CeVIO AI フィーちゃん
- CeVIO AI ユニちゃん
- VOICEVOX ユーレイちゃん

### 書籍
- できたて！かりかりふわふわかりかちゅあ！
- 年刊U-STEL
- ユーレイちゃん1st写真集 - 日常

## スポンサー出資
- マスコットアプリ文化祭2019[20]
- マスコットアプリ文化祭2020[21]
- アバターミュージアム3[22]
- XR創作大賞[23]
- バーチャルマーケット6[24]
- パラレルマーケット[25]
- アバターミュージアム４[26]
- マスコットアプリ文化祭2021[27]
- hello, world 2022 キズナアイ ラストライブ[28]
- 「ボイロとかA.I.VOICEとかゆっくりとかCeVIOとか 合成音声のソフトウェアまるっとまとめて感謝祭」
- NeosFesta4